# Origin of the Feces
The Origin of the Feces is het tweede album van de Amerikaanse gothicmetalband Type O Negative. Het album is uitgebracht in 1992.

## Tracklist
| Nr. | Titel                              | Duur  |
| --- | ---------------------------------- | ----- |
| 1.  | I Know You're Fucking Someone Else | 15:02 |
| 2.  | Are You Afraid                     | 2:13  |
| 3.  | Gravity                            | 7:13  |
| 4.  | Pain                               | 4:41  |
| 5.  | Kill You Tonight                   | 2:17  |
| 6.  | Hey Pete                           | 5:10  |
| 7.  | Kill You Tonight (Reprise)         | 7:08  |
| 8.  | Paranoid" (Black Sabbath Cover)    | 7:20  |